# Лиханов, Дмитрий Альбертович
Дми́трий Альбе́ртович Лиха́нов (род. 8 ноября 1959, Киров, СССР) — российский журналист и прозаик, общественный деятель. Сын писателя Альберта Лиханова и первого диктора Кировского телевидения Лилии Александровны Лихановой. Заслуженный журналист Российской Федерации (2022).

## Биография
Дмитрий Лиханов родился 8 ноября 1959 года в Кирове.
Окончил международное отделение факультета журналистики МГУ (1982). В 1981—1982 годах стажировался на факультете филологии Гаванского Университета (Universidad de la Havana). Сотрудничал в качестве корреспондента и публиковался в журнале кубинских интеллектуалов «El Caiman Barbudo». Начал публиковаться в 1982 году как корреспондент газеты «Советская Россия». В 1985—1989 годах, будучи специальным корреспондентом журнала «Огонёк», проявил себя как автор ряда громких материалов, в том числе по так называемому «узбекскому делу» и «делу Мосторга».
Любовь Аркус и Дмитрий Быков относили Лиханова к плеяде перестроечных публицистов, формировавших язык прессы 1990-х годов
Лиханов стал одним из «пионеров жанра журналистских расследований». В 1989—1994 годах работал обозревателем газеты «Совершенно секретно» (в дальнейшем член её редколлегии), опубликовал несколько десятков статей о деятельности Комитета государственной безопасности СССР, в том числе о покушении на А. И. Солженицына. Ольга Семёнова вспоминает в своей книге «Неизвестный Юлиан Семенов» начало проекта:
Был отец, в одиночестве пробивший все бюрократические препоны и преграды, и набранная им команда талантливых молодых журналистов — Дмитрий Лиханов, Елена Светлова, Борис Данюшевский, Евгений Додолев. Артём Боровик пришёл в «Совершенно секретно» чуть позднее — газета выходила уже несколько месяцев, когда он стал её корреспондентом в Венгрии, а уже потом, наравне с остальными, обозревателем...
Сам Дмитрий Лиханов вспоминал:

Настоящими расследованиями я занялся несколько позднее, когда вместе с покойным ныне Юлианом Семёновым начали делать первые номера «Совершенно Секретно». Со мной был Женя Додолев, позднее присоединился к нашей компании Артём Боровик, которого я очень долго уговаривал перейти в новую газету. «Совершенно секретно» стала первой частной газетой в СССР с тиражом в несколько миллионов экземпляров. И нас, её обозревателей, был абсолютный carte blanche. Мы могли летать в любую точку планеты с синими служебными паспортами и писать о чём пожелаем.

Документальная книга о русской мафии «Товарищ крёстный отец» вышла в нескольких странах в переводе. В России она никогда не издавалась. В 1994 году основал собственную компанию «Карл Гиберт медиа», которой принадлежит несколько интернет-проектов и журналов, в том числе популярное издание для родителей «Няня». Одновременно продолжает публиковать свои статьи и репортажи в таких популярных изданиях, как «Огонёк», Труд, El Pais, Elle, Marie Claire, La Stampa, Story.
Лиханов стал первым журналистом из России, кому удалось взять в 2014 году в Нью-Йорке интервью у профессионального киллера Мариты Лоренц, завербованной ЦРУ для убийства Фиделя Кастро.
Член Союза писателей Москвы, Союза писателей России, Союза журналистов России, IAPWE (International Association of Professional Writers & Editors).
Как автор художественной прозы Лиханов дебютировал в 1991 году детективной повестью «Прощай, Сирокко!». В 2001 году выпустил сборник новелл «Idée Fixe», в 2010 — книгу рассказов «Любовь до востребования», в 2012 — повесть «Маленькое сердце», в 2015 г. — сборник журналистских расследований «Жанры жизни», в 2018 — роман «Bianca. Жизнь белой суки». Роман был тепло встречен критикой, отмечавший в творчестве Дмитрия Лиханова ренессанс классической русской литературы, возвращение к традициям прозы И. С. Тургенева, А. П. Чехова, И. А. Бунина. В предисловии к роману кинорежиссер А. С. Кончаловский, в частности, говорит:

«Лиханов заглядывает в глубину и закоулки нашего родного языка, смакуя удивительные народные слова, которые он открывает для нас, чтобы мы могли полюбоваться его богатством. Эта книга пропитана любовью к природе, ко всему живому, ко всем этим „по-чеховски“ несостоявшимся людям. Движения сюжета неожиданны, но логичны, — какой на самом деле и является наша жизнь… Я прочитал эту книгу, удивляясь ее свежести и смелости.»

В 2021 году роман «Звезда и Крест» стал финалистом литературной литературной премии «Ясная поляна» в номинации «Современная русская проза». В том же году в колумбийском издательстве Poklonka Editores вышла книга Дмитрия Лиханова «Bianca. La vida de una perra blanca» на испанском языке в переводе Marcia Gasca.
В разное время им были написаны сценарии документальных фильмов для BBC, TF-1, 1 канала.
С 15 февраля 2022 года возглавил Общероссийский общественный благотворительный фонд «Российский детский фонд».
15 марта 2022 года на съезде Общероссийской общественно-государственной организации «Фонд защиты детей» Д. А. Лиханов был избран её Председателем. Попечительский совет организации возглавила уполномоченный при Президенте РФ по правам ребенка М. А. Львова-Белова.
Начиная с апреля 2022 регулярно возглавлял гуманитарные конвои Российского детского фонда в зону боевых действий в Мариуполе, Северодонецке, Лисичанске, Луганске. Впечатления от этих поездок легли в основу серии военных рассказов, один из которых «Обрубок» опубликован в журнале «Наш современник» и уже переведен на испанский и французский языки.

## Книги
- 2001. «Idee Fixe». Сборник новелл. Москва, «Страница», 292 стр.
- 2010. «Любовь до востребования». Сборник рассказов. Москва, «Жук», 368 стр. ISBN 978-5-903305-29-2.
- 2015. «Жанры жизни». Сборник журналистских расследований. Москва, «Вече», 592 стр. ISBN 978-5-4444-2756-9.
- 2018. «Bianca. Жизнь белой суки». Роман. Москва, Эксмо. ISBN 978-5-0409-6912-8.
- 2020. «Звезда и Крест». Роман. Москва. ЭКСМО ISBN 978-5-04-109664-9
- 2021. «Bianca. La vida de una perra blanca». Bogota. Poklonka Editores. ISBN 978-958-52698-3-5
- 2024. «Маленькое сердце». Повесть. (2-е издание). Москва. ИОКЦ «Детство. Отрочество. Юность.» ISBN 978-5-9639-0222-6

## Семья
Отец — писатель Альберт Лиханов, мать — диктор Кировской студии телевидения Лилия Александровна Лиханова.
Супруга — Назаренко Мария Максимовна — преподаватель английского языка.
Сын Иван, телевизионный журналист и оператор. Трое внуков.

## Награды и премии

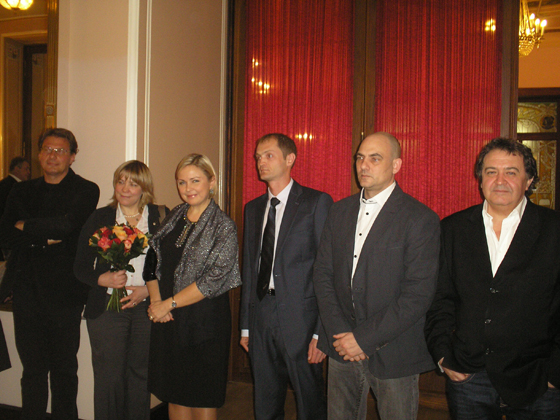
Лауреаты Международной премии имени Юлиана Семёнова 2012 года. Дмитрий Лиханов — крайний справа.

- Заслуженный журналист Российской Федерации (14 июня 2022 года) — за вклад в развитие отечественной журналистики и многолетнюю плодотворную работу[8].
- Почётная грамота Президента Российской Федерации (21 августа 2017 года) — за большие заслуги в развитии отечественной культуры и искусства, средств массовой информации, многолетнюю плодотворную деятельность[9].
- Орден «Аль-Фахр» (26 сентября 2022 года) — за многолетнее служение в защиту детства, активную поддержку программ во благо будущего подрастающего поколения, активную благотворительную деятельность.[источник не указан 405 дней]
- Лауреат премии в области экстремальной журналистики (2012)[источник не указан 405 дней]
- Лауреат «Золотая полка российской журналистики» премии «Золотая полка российской журналистики» Союза журналистов России (2015)[источник не указан 405 дней]
- Лауреат Всероссийского конкурса СМИ «Патриот России» (2018)[источник не указан 405 дней]
- Лауреат премии А. И. Герцена (2019)[10]
- Лауреат Национальной премии «Имперская культура» имени Эдуарда Володина за роман «Звезда и крест». (2022)[11]
- Победитель Всероссийской литературно-исторической премии «Моя Россия» в номинации «Современная проза» (2023).[источник не указан 405 дней]